# У твоїх руках (фільм, 2015)
«У твоїх руках» (дан. I dine hænder) — данський драматичний фільм, знятий Семену Ахехе Сельстромом. Світова прем'єра стрічки відбулась 25 січня 2015 року на Гетеборзькому кінофестивалі. Також фільм показали в головному конкурсі 45-го Київського міжнародного кінофестивалю «Молодість».

## У ролях
- Лісе Керлегед — Марія
- Петер Плауборґ — Ніелс
- Йогенне Вокалек — Джулія
- Кірстен Ольсен — Гелле
- Ґустав Дьюкіер Ґізе — Брор
- Генрик Вестерґорд

## Визнання
| Нагороди та номінації фільму «У твоїх руках» | Нагороди та номінації фільму «У твоїх руках»    | Нагороди та номінації фільму «У твоїх руках»                   | Нагороди та номінації фільму «У твоїх руках» | Нагороди та номінації фільму «У твоїх руках» | Нагороди та номінації фільму «У твоїх руках» |
| Рік                                          | Нагорода                                        | Категорія                                                      | Номінант                                     | Результат                                    |                                              |
| -------------------------------------------- | ----------------------------------------------- | -------------------------------------------------------------- | -------------------------------------------- | -------------------------------------------- | -------------------------------------------- |
| 2015                                         | Гетеборзький кінофестиваль                      | Найкращий скандинавський фільм                                 | «У твоїх руках»                              | Перемога                                     |                                              |
| 2015                                         | Гетеборзький кінофестиваль                      | Приз ФІПРЕССІ                                                  | «У твоїх руках»                              | Перемога                                     |                                              |
| 2015                                         | Гамбурзький кінофестиваль                       | Нагорода німецько-європейського кінематографічного виробництва | «У твоїх руках»                              | Номінація                                    |                                              |
| 2015                                         | Мумбайський кінофестиваль                       | Найкращий фільм                                                | «У твоїх руках»                              | Номінація                                    |                                              |
| 2015                                         | Київський міжнародний кінофестиваль «Молодість» | «Скіфський олень» за найкращий фільм                           | «У твоїх руках»                              | Номінація                                    |                                              |